# Sloboda panorame
Sloboda panorame naziv je za izuzetak od uobičajenog tumačenja autorskog prava i ostalih zakona o intelektualnom vlasništvu kojim se u raznim državama dozvoljava fotografiranje i slikanje umjetnina i zgrada trajno postavljenih na javnim površinama. Nadalje, sloboda panorame sprječava stvaratelje umjetničkih ili građevinskih djela u namjeri da tuže fotografa ili distributera tih slikovnih dokumenata zbog povrede autorskog prava. Naime, tvorac nekoga djela – prema uobičajenom tumačenju intelektualnoga vlasništva – ima ekskluzivno pravo izdavanja dozvola (licenci) za obradu izvornoga rada i daljnju distribuciju obrađenog izvornog rada.
Izraz „sloboda panorame” dolazi od istoznačne njemačke novotvorenice Panoramafreiheit.